# Пишниця
Пишниця (пол. Pysznica) — село в Польщі, у гміні Пишниця Стальововольського повіту Підкарпатського воєводства. Розташоване на Закерзонні.
Населення — 4092 особи (2011).

## Розташування
Село лежить на правому березі річки Сяну. Пишниця знаходиться за 7 км на південь від адміністративного центру гміни Улянова, за 6 км на схід від повітового центру Стальова Воля і за 61 км на північ від воєводського центру Ряшева.

## Історія
Після анексії поляками Галичини західне Надсяння півтисячоліття піддавалось інтенсивній латинізації та полонізації. У 1578 р. в селі було 30 кметів на 9 ланах ріллі та 2 коморники без тяглової худоби.
У 1835 р. Пишниця зазначається в переліку сіл, які належали до греко-католицької парафії Дубрівка Каньчузького деканату Перемишльської єпархії. На той час унаслідок насильної асиміляції українці західного Надсяння опинилися в меншості. Востаннє греко-католики в селі згадуються в 1869 р., у наступному шематизмі (1873 р.) Пишниця відсутня в переліку сіл парафії.
Відповідно до «Географічного словника Королівства Польського» в 1893 р. Пишниця знаходилась у Нисківському повіті Королівства Галичини та Володимирії Австро-Угорщини, у селі були 381 будинок і 2114 мешканців, з них 1909 римо-католиків, 151 юдей і 4 протестанти.
У міжвоєнний період село входило до ґміни Нисько Нисківського повіту Львівського воєводства Польщі.
У 1975-1998 роках село належало до Тарнобжезького воєводства.

## Демографія
Демографічна структура станом на 31 березня 2011 року:
|          | Загалом | Допрацездатний вік | Працездатний вік | Постпрацездатний вік |
| -------- | ------- | ------------------ | ---------------- | -------------------- |
| Чоловіки | 2007    | 386                | 1441             | 180                  |
| Жінки    | 2085    | 405                | 1317             | 363                  |
| Разом    | 4092    | 791                | 2758             | 543                  |